# Eva (časopis)
Eva byl prvorepublikový a protektorátní časopis určený pro ženy. Ve srovnání s konkurenčními časopisy podobného zaměření měl vyšší úroveň, ale nižší počet výtisků (asi 18 000).

## Vznik a vzestupEvy
Časopis Eva vydávalo nakladatelství Melantrich v letech 1928–1943 dvakrát měsíčně. První číslo vyšlo 15.11.1928 s podtitulem "Časopis moderní ženy". Od roku 1932 byl používán podnázev "Časopis vzdělané ženy". Poslední číslo vyšlo v roce 1943 (roč. 15, č. 5).
Nakladatelství Melantrich již sice od prosince 1926 vydávalo vysokonákladový týdeník pro ženy Hvězda československých paní a dívek, ambice nového čtrnáctideníku však byly vyšší. O vznik Evy se zasloužil ředitel koncernu Melantrich Jaroslav Šalda, který počítal s tím, že nový časopis bude přinášet spíš prestiž než zisky.
Ke kvalitě přispěl hlubotisk a spolupráce s významnými osobnostmi tehdejší doby. V porovnání s jinými tehdejšími časopisy pro ženy patřila Eva k nejmodernějším po stránce obsahové i výtvarné. Zaměřovala se na vzdělanější ženy. Pevnou součástí byla módní rubrika s kresbami nebo fotografiemi modelů a román na pokračování. Pravidelná pozornost byla věnována současné nábytkové tvorbě a celkovému vzdělávání moderní ženy.
Jistá výlučnost Evy se projevila i na její prodejní ceně. Ta byla ve srovnání s jinými časopisy určenými ženám vyšší – 3,-Kč. Hvězda československých paní a dívek, vydávaná též Melantrichem, stála 90 haléřů; přímý konkurent Hvězdy – časopis List paní a dívek – byl mírně dražší – 1 Kč,-; kvalitní týdeník Pestrý týden se prodával za 2,80 Kč.

### OsobnostiEvy
Neúplný seznam osobností, které se na tvorbě Evy podílely:
- Staša Jílovská (1898–1955), překladatelka, editorka, novinářka. V letech 1928–1936 byla hlavní redaktorkou módy čtrnáctideníku Eva a autorkou některých překladů.
- Olga Scheinpflugová (1902–1968), česká herečka a spisovatelka, přispívala pravidelně do Evy
- František Tichý (1896–1961) měl v prvních dvou letech na starosti výtvarnou stránku, navrhoval i obálky
- Hana Podolská (1880–1972), majitelka jednoho z nejvýznamnějších módních salonů, uváděla často své modely prostřednictvím Evy [4]
- František Muzika (1900–1974), výtvarník
- František Zelenka (1904–1944) architekt, grafik, jevištní a kostýmní výtvarník; do Evy přispíval v letech 1931–1937 články o interiérech a nábytku
- Karel Svolinský (1896–1986), výtvarník, ilustroval některé články v Evě
- Toyen (Marie Čermínová, 1902–1980), malířka, její ilustrace se objevují v Evě
- Jiří Frejka (1904–1952), divadelní režisér a pedagog, články o divadle
- Karel Poláček (1892–1945), spisovatel a žurnalista, v Evě publikoval před knižním vydáním, v letech 1932–1933, pohádkovou knihu Edudant a Francimor
- Milena Jesenská (1896–1944), novinářka, spisovatelka a překladatelka
- Milada Horáková (1901-1950), právnička a politička, psala pro Evu právní poradnu pro čtenářky.

## Zánik časopisu
Období Protektorátu se z počátku projevilo obracením k české minulosti. Časopis Eva například vyzýval k návštěvám hrobů významných českých žen, jako byly Přemyslovny Anežka a Eliška, Božena Němcová, Eliška Krásnohorská, Karolina Světlá a další. Ještě v roce 1940 se časopis přímým odkazům na válečnou situaci v zásadě vyhýbal. Postupně však přibývaly texty vyzývající k darům německému Červenému kříži, oslavující německou ženu apod. Po roce 1939 v zásadě zmizela témata společenského charakteru. Oblečení v příspěvcích o módě je praktické, pro běžné nošení. Se změnou situace souvisel vyšší počet rad pro domácí zhotovování oděvů, vaření a domácnost. Vaření a domácnost pomalu vytěsnily módu a zábavu.
V roce 1943 už vyšlo jen pět čísel Evy. 14. března 1943, den před obvyklým dnem vydání Evy, vydavatelství Melantrich oznámilo, že jeho vydávání, společně s vydáváním časopisu Ahoj, zastavuje.
Po osvobození začal první český časopis pro ženy Vlasta vycházet v lednu 1947, vydávání Evy již obnoveno nebylo.